# Usad (stacja kolejowa)
Usad (ros. Усад) – stacja kolejowa w miejscowości Gorodiszczi, w rejonie pietuszyńskim, w obwodzie włodzimierskim, w Rosji. Położona jest na nowym szlaku Kolei Transsyberyjskiej.

## Historia
Stacja powstała w czasach carskich na linii Moskwa – Niżny Nowogród, pomiędzy stacjami Oriechowo i Pokrow.